# Martin Veyron
Martin Veyron (Dax, 27 marzo 1950) è un fumettista francese.
Ha pubblicato fumetti, fra cui la serie di Bernardo L'Eremita, e vignette su varie testate, fra cui Libération, Paris Match, Le Nouvel Observateur, L'Événement du jeudi. 
Nel 2001 gli viene assegnato il Grand Prix della città francese di Angoulême per l'insieme della sua opera.